# Nesalce
Nesalce (em cirílico: Несалце) é uma vila da Sérvia localizada no município de Bujanovac, pertencente ao distrito de Pčinja, na região de Binačko Pomoravlje. A sua população era de 1203 habitantes segundo o censo de 2002.

## Demografia
| 1948 | 1953 | 1961 | 1971 | 1981 | 1991 | 2002 |
| ---- | ---- | ---- | ---- | ---- | ---- | ---- |
| 884  | 981  | 1081 | 1182 | 1294 | 1224 | 1203 |